# Metalectra leucostrigilla
Metalectra leucostrigilla là một loài bướm đêm trong họ Erebidae.